# Trioxys auctus
Trioxys auctus är en stekelart som först beskrevs av Alexander Henry Haliday 1833.  Trioxys auctus ingår i släktet Trioxys och familjen bracksteklar. Arten är reproducerande i Sverige. Inga underarter finns listade i Catalogue of Life.